# Neversoft
Neversoft – przedsiębiorstwo produkujące gry komputerowe założone w 1994 roku przez Joela Jewetta, Micka Westa i Chrisa Warda. Najbardziej znanymi produkcjami stworzonymi przez Neversoft są gry pochodzące z serii Tony Hawk’s Pro Skater. W 2003 seria została przemianowana na Tony Hawk’s Underground. W 1999 Neversoft został wykupiony przez Activision. W maju 2014 studio połączyło się z Infinity Ward.

## Początki
Neversoft zostało założone w 1994 przez trzech pracowników Malibu Interactive (wcześniej Acme Interactive), filii Malibu Comics. Wtedy głównymi platformami były 16-bitowe konsole Sega Genesis i Super Nintendo Entertainment System. Gry na te konsole mogły być wyprodukowane przez bardzo małe zespoły składające się nawet z 5 pracowników. Właśnie dlatego łatwiej wtedy było założyć firmę produkującą gry wideo. Wtedy też różne grupy ludzi odchodziły od Malibu, aby działać jedynie na siebie. Left Field Productions i Paradox Development to dwie inne firmy, założone w podobny sposób. Większość z nich, na przykład Clockwork Tortoise, już nie istnieje.
Joel Jewett, mieszkaniec Montany, był w tym czasie głównym producentem malejącego Malibu Interactive. Zatrudnił Micka Westa, programistę gier, który akurat skończył prace nad grą „Battletech – A Game of Armored Combat” na konsole Genesis, oraz Chrisa Warda, artystę. Chris i Mick pochodzili z Yorkshire w Anglii, a w 1993 przeprowadzili się do Kalifornii, aby pracować w Malibu Interactive.
W lipcu 1994 powstało Neversoft. Początkowo pracowali dla Playmates Interactive Entertainment, oddziału Playmates Toys, które chciało wydać serię zabawek pod nazwą Skeleton Warriors oraz stworzyć grę z tymi zabawkami. Neversoft zaczęło pracę nad projektem i przeniosło swoje biuro do Woodland Hills w Kalifornii.
Neversoft pracowało nad grą przez około pięć miesięcy, po czym zatrudniło kolejnego artystę i projektanta poziomów. W grudniu 1994 Playmates odwołało grę. Neversoft nie był szczęśliwy z tego powodu i dalej kontynuowało pracę nad grą tym razem chcąc ją wydać na 32-bitową konsolę Sega Saturn.
W 1995 Neversoft dalej tworzyło Skeleton Warriors na Sega Saturn. W tym roku również poszerzyło się o trzech nowych programistów, pięciu artystów, projektanta poziomów, beta-testera i dyrektora biura. Produkcja Skeleton Warriors została zakończona latem 1995 roku, a Neversoft zaczął szukać kolejnej pracy po przekonwertowaniu Skeleton Warriors na Sony Playstation.
W 1996 roku Neversoft dalej się poszerzało, osiągając liczbę ponad 20 pracowników. Pracowali sześć miesięcy nad grą wzorowaną na Ghost Riderze dla Crystal Dynamics, która została wycofana z powodu niewystarczających środków finansowych wydawcy. W biurze założono dostęp do Internetu (poprzednio wszystkie informacje otrzymywali i wysyłali faksem lub załatwiali telefonicznie). Neversoft zaczęło tworzyć własną grę początkowo nazwaną Big Guns. Technologia tam wykorzystana została użyta w ich następnym projekcie, konwersji gry komputerowej MDK. Pod koniec roku 1996 Neversoft sprzedał pomysł na grę Big Guns Sony Computer Entertainment, które zaczęło jej produkcję.
1997 był trudnym rokiem dla Neversoftu. Konwersja MDK zajęła im dłużej, niż przewidywali, gra Big Guns (po zmianie nazwy Exodus) została po wielu zmianach wycofana z produkcji w listopadzie 1997, a sama firma zmniejszyła Liczbę zatrudnionych do dwunastu osób. Neversoft spędził następne miesiące na próbach sprzedaży swojej technologii spotykając się z dużą liczbą firm i szukając pracy.
W styczniu 1998, gdy Neversoft już tracił ostatnie pieniądze, zorganizowali spotkanie z firmą Activision, która poszukiwała kogoś do kontynuowania projektu gry Apocalypse. Technologia stworzona dla gry Big Guns okazała się idealna dla projektu. Wstępna wersja gry zrobiła wrażenie na Activision, co pozwoliło kontynuować pracę nad Apocalypse.
W maju 1998, gdy praca nad Apocalypse postępowała, Activision chciało, aby Neversoft zaczęło również prace nad projektem gry skateboardingowej. Jednakże projekt ten nie był szybko realizowany, ponieważ Neversoft chciał wpierw ukończyć Apocalypse. Wczesne projekty przypominały grę arcade Top Skater. Gdy Apocalypse wyszło na rynek w październiku 1998, firma zaczęła rozwój gry Tony Hawk’s Pro Skater (znanej jako THPS) na konsolę PlayStation. W tym czasie Neversoft miał już piętnastu pracowników: sześciu programistów, pięciu artystów, trzech projektantów poziomów i Joela, dyrektora.

## „Złote Lata”
1999 był rokiem wydania Tony Hawk’s Pro Skater, początkiem serii pomyślnych gier, które określiły standardy w grach o sportach ekstremalnych. Produkcja została wydana na PlayStation w październiku 1999. Od razu rozpoczęto prace nad sequelem.
W 1999 roku została wydana również gra Spider-Man dla Activision. silnik gry, użyty również w THPS, bazował na technologii użytej w grze Apocalypse, który był poprawionym silnikiem projektu Big Guns. Neversoft równolegle produkowało dwie gry, dzięki czemu powiększyło się do dwóch dużych zespołów.
Activision kupiło Neversoft w 1999 za około dziesięciu milionów dolarów. Założyciele i główni pracownicy Neversoftu podpisali czteroletnią umowę z Activision.
W roku 2000 wydana została kontynuacja serii THPS, Tony Hawk’s Pro Skater 2 oraz Spider-Man. Również w tym roku zaczęli pracę nad THPS3 na PlayStation 2. Gdy obydwa zespoły zakończyły swoje projekty, połączyły się w jeden duży zespół. W THPS3 wykorzystany został silnik Renderware. Neversoft nie użył już więcej Renderware i stworzył własny engine dla następnych gier.
Tony Hawk’s Pro Skater 3 został wydany w 2001 roku, a następujący po nim THPS4 w 2002. W 2003 roku Neversoft odnowił markę tworząc gry bardziej oparte na fabule, czyli Tony Hawk’s Underground (znane jako THUG) oraz następnie Tony Hawk’s Underground 2 (THUG2) w 2004. W 2004 Neversoft ponownie podzielił się na dwa zespoły i jeden z nich zaczął pracować nad grą „Gun”, podczas gdy drugi kontynuował prace nad następcą THUG2.
Na targach E3 w 2005 roku Neversoft i Activision pokazało aktualne projekty. Kolejna gra z serii Tony Hawk, Tony Hawk’s American Wasteland, odróżnia się od innych części jednym ogromnym miastem doładowywanym w locie zamiast kilkunastu różnych poziomów. Drugi projekt, gra „Gun”, jest shooterem osadzonym w realiach westernowych. Obydwie gry zostały wydane w 2005 roku. W tym samym roku Neversoft ma już 120 pracowników, którzy przenieśli się do większych biur.

## Wyprodukowane gry (chronologicznie)
| Rok  | Gra                              | Platforma                                   |
| ---- | -------------------------------- | ------------------------------------------- |
| 1996 | Skeleton Warriors                | PlayStation, Sega Saturn                    |
| 1998 | Apocalypse                       | PlayStation                                 |
| 1999 | Tony Hawk’s Pro Skater           | PlayStation                                 |
| 2000 | Spider-Man                       | PlayStation, PC                             |
| 2000 | Tony Hawk’s Pro Skater 2         | PlayStation, PC                             |
| 2001 | Tony Hawk’s Pro Skater 3         | PlayStation 2, Xbox, Nintendo GameCube, PC  |
| 2002 | Tony Hawk’s Pro Skater 4         | PlayStation 2, Xbox, GameCube, PC           |
| 2003 | Tony Hawk’s Underground          | PlayStation 2, Xbox, GameCube, PC           |
| 2004 | Tony Hawk’s Underground 2        | PlayStation 2, Xbox, GameCube, PC, PSP      |
| 2005 | Tony Hawk’s American Wasteland   | PlayStation 2, Xbox, GameCube, Xbox 360, PC |
| 2005 | Gun                              | PlayStation 2, Xbox, GameCube, Xbox 360, PC |
| 2006 | Tony Hawk’s Project 8            | PlayStation 3, Xbox 360, PSP                |
| 2007 | Tony Hawk’s Proving Ground       | PlayStation 3, Xbox 360                     |
| 2007 | Guitar Hero III: Legends of Rock | PlayStation 3, Xbox 360, Wii, PC            |
| 2008 | Guitar Hero: Aerosmith           | PlayStation 3, Xbox 360, Wii, PC            |
| 2008 | Guitar Hero World Tour           | PlayStation 3, Xbox 360, Wii, PC            |
| 2009 | Guitar Hero: Metallica           | PlayStation 3, Xbox 360, Wii                |
| 2009 | Guitar Hero 5                    | PlayStation 3, Xbox 360, Wii                |
| 2009 | Band Hero                        | PlayStation 3, Xbox 360, Wii                |
| 2010 | Guitar Hero: Warriors of Rock    | PlayStation 3, Xbox 360, Wii                |